# Symfonie nr. 3 (Kilar)
Wojciech Kilar voltooide zijn Symfonie nr. 3 "Septembersymfonie" in 2003.
Kilar haalde zijn inspiratie voor dit werk uit de aanslagen op 11 september 2001 in New York. De componist vond het belangrijk op die aanslagen te reageren vanuit zijn eigen vakgebied. Hij wendde zicht tot het genre symfonie dat hij niet meer had beoefend sinds zijn opleiding. Kilar haalde aan dat hij met dit werk in de voetsporen trad van Andrzej Panufnik met zijn Tragische ouverture (Opstand Warschau) en Krzysztof Penderecki (Threnos). Kilar begon niet meteen aan het werk. Bij de herdenkingsdienst een jaar na de aanslagen hoorde Kilar tijdens een bijbehorend concert America the Beautiful van Samuel Augustus Ward en begon te schrijven en citeerde uit dat werk. Hij had toen nog geen idee dat het tot een symfonie zou leiden. Hij droeg het werk op aan de dirigent Antoni Wit, die hem al jaren om een symfonie vroeg. Het werk ging 11 september 2003 in Warschau in première, Wit stond op de bok voor het Filharmonisch Orkest van Warschau.
Kilar hanteerde voor deze symfonie de klassieke vierdelige opbouw:
- Largo
- Allegro
- Largo
- Moderato

Kilar hanteerde zijn stijl van lange melodielijnen met een zweem van minimal music. Het muziekblad Gramophone vond het een van de betere muzikale reacties op de aanslagen in vergelijking tot soortgelijke werken van componisten als John Adams, Margaret  Brouwer en Seppo Pohjola. Zij vergeleken de stemming van het scherzo (deel 2) met het grimmige scherzo uit de Symfonie nr. 10 van Dmitri Sjostakovitsj, maar over het geheel gezien miste Kilars werk de samenhang van Sjostakovitsj. 
Orkestratie:
- 3 dwarsfluiten, 3 hobo’s, 3 klarinetten, 3 fagotten
- 4 hoorns, 4 trompetten, 4 trombones, 1 tuba
- pauken en percussie, piano/celesta
- 8 eerste violen, 7 tweede violen, 6 altviolen, 5 celli, 4 contrabassen